# 250 هـ
250 هـ هي سنة في التقويم الهجري امتدت مقابلةً في التقويم الميلادي بين سنتي 864 و865.

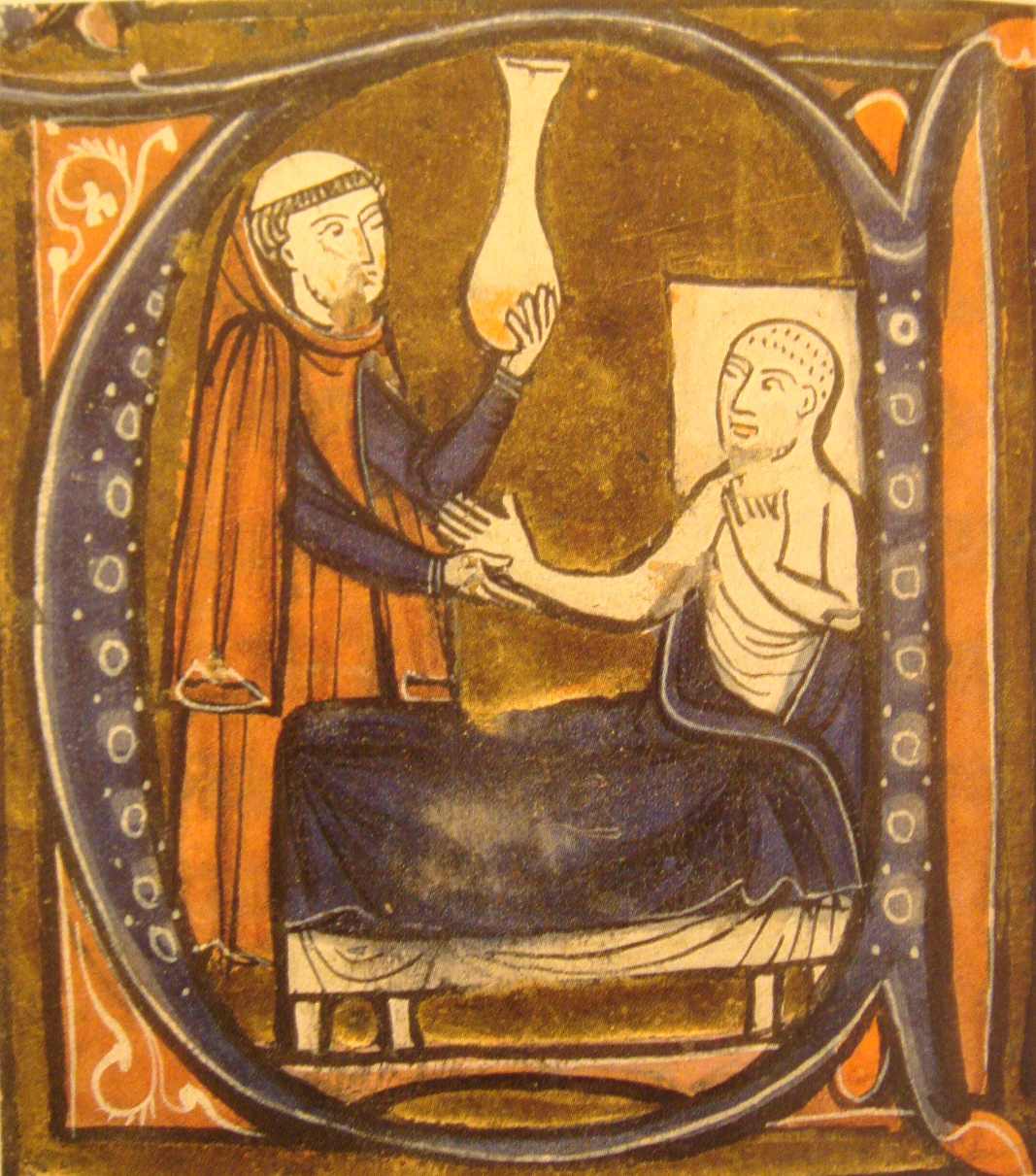
أبو بكر الرازي

## مواليد
- أبو بكر الرازي
- خمارويه

## وفيات
- أبو محمد زيادة الله بن محمد
- الفضل بن مروان
- علي بن نصر الجهضمي
- محمود بن خداش الطالقاني
- موسى الثاني
- يحيى الغزال
- أبو حاتم السجستاني
- سند بن علي